# Ясная Поляна (Амурская область)
Я́сная Поля́на — село в Октябрьском районе Амурской области России. Входит в состав Смеловского сельсовета.

## География
Село Ясная Поляна стоит в верховьях реки Белая (левый приток Зеи).
Село Ясная Поляна расположено к северо-востоку от районного центра Октябрьского района села Екатеринославка.
Дорога к селу Ясная Поляна идёт на северо-восток от села Борисово (расположено рядом с автодорогой Чита — Хабаровск) через Беляковку, расстояние до автотрассы — 20 км.
Расстояние до Екатеринославки — 26 км (через Борисово).
На северо-запад от села Ясная Поляна дорога идёт к административному центру Смеловского сельсовета селу Смелое, расстояние — 10 км.

## Население
| 2002 | 2010 | 2012 | 2013 | 2014 | 2015 | 2016 |
| ---- | ---- | ---- | ---- | ---- | ---- | ---- |
| 41   | ↘12  | →12  | ↘11  | →11  | ↘4   | ↘3   |
| 2017 | 2018 |      |      |      |      |      |
| →3   | ↘2   |      |      |      |      |      |

## Улицы
В селе имеется одна улица — Зелёная.